# Санду, Костаке
Костаке Санду (рум. Costache Sandu), в некоторых советских документах Константин Иванович Санду (род. 1929) — румынско-советский военный деятель, полковник МВД Румынии; участник Великой Отечественной войны в составе РККА (дослужился до звания младшего сержанта). Считается единственным румынским военнослужащим, расписавшимся на стене Рейхстага.

## Биография
Уроженец местечка Тэтэруши в жудеце Яссы. С советскими войсками встретился в августе 1944 года во время Ясско-Кишинёвской операции в местечке Пашкани. Был зачислен в состав роты стрелкового батальона благодаря одному из красноармейцев-молдован, который был его переводчиком. Санду участвовал в боях за Белград, Будапешт, Вену и Берлин. Во время боёв за Будапешт Санду отличился вместе с младшим сержантом Н. М. Почивалиным и ещё двумя бойцами, выведя из окружения своего батальонного командира майора Сироткина, за что был удостоен благодарности приказом И. В. Сталина. 6 мая 1945 года Санду находился в пригороде Берлина, откуда направился к рейхстагу и расписался на его стене. По одним данным, он написал свои имя и фамилию на русском, по другим — написал на румынском дату, свои имя и фамилию и национальность (Sandu Costache, roman, 6 mai 1945).
После окончания войны он вернулся в Яссы, откуда отвозил знамя своей части в Москву, затем служил в полку связи в Вене до 1949 года. Окончил в Бухаресте военное училище МВД и военную академию, служил во внутренних войсках. Проживал с 1960-х годов в Орэштие, затем в Хунедоара. В 1969 году Санду обеспечивал безопасность во время визита президента США Ричарда Никсона в Бухарест. В 1971 году участвовал в ликвидации последствий обрушения хвостохранилища на шахте Чертеж, организовав спасательную операцию и вызволив около 800 человек. В отставку вышел в 1988 году из-за болезни ног.
Костаку Санде женат, его супругу зовут Отилия. У Костаку был старший брат Василий, который попал в плен в 1945 году, был отправлен в шахты в Черемхово (Иркутская область) и остался там жить. Василий женился на русской девушке по имени Анна и в 1960 году получил советское гражданство (в браке родились сын Константин, офицер советской армии, и дочь Татьяна, врач). В 1976 году Василий приезжал в Пашкани навестить родителей. В 2008 году Костаку впервые приехал в Иркутск и встретился с родственниками, а также почтил память брата, который прожил остаток жизни в Иркутске.
За участие в боевых действиях Костаке Санду награждён медалями «За боевые заслуги», «За освобождение Белграда», «За взятие Будапешта», «За взятие Вены», «За взятие Берлина». Также он награждён медалью 60-летия Победы в Великой Отечественной войне.